# Mistrzostwa Świata w Piłce Nożnej 2026 (eliminacje strefy OFC)
Eliminacje do Mistrzostw Świata w Piłce Nożnej 2026 w strefie OFC, które odbędą się w Kanadzie, Stanach Zjednoczonych oraz Meksyku.

## Format
Eliminacje w strefie OFC składają się z trzech rund. Wezmą w nich udział wszystkie 11 reprezentacji zrzeszonych w OFC i FIFA. Wraz z rozszerzeniem liczby uczestników Mundialu do 48 zdecydowano, iż zwycięzca kwalifikacji zakwalifikuje się bezpośrednio na Mistrzostwa Świata w Piłce Nożnej 2026. Dodatkowo jedna drużyna zagra w barażach interkontynentalnych.
- Pierwsza runda – udział wezmą 4 najniżej rozstawione drużyny w rankingu FIFA. Zostaną utworzone dwie półfinałowe pary zespołów. Zwycięzcy pojedynczych meczów zagrają ze sobą w finale. Wygrany tego meczu awansuje do drugiej rundy. Wszystkie spotkania zostaną rozegrane na Samoa.

- Druga runda – udział w niej weźmie 8 zespołów (1 zwycięzca pierwszej rundy i 7 pozostałych drużyn). Zostaną one podzielone na dwie grupy po cztery reprezentacje. Każdy rozegra z każdym po jednym meczu. Zespoły z pierwszego i drugiego miejsca w grupie awansują do rundy trzeciej. Mecze zostaną rozegrane w Nowej Zelandii, Papui-Nowej Gwinei, na Fidżi oraz Vanuatu.

- Trzecia runda – 4 zespoły z poprzedniej rundy zostaną podzielone na dwie półfinałowe pary pojedynczych meczów. Ich zwycięzcy zagrają w finale eliminacji. Zwycięzca zakwalifikuje się na Mistrzostwa Świata 2026. Przegrany finału zagra w barażach interkontynentalnych[1][2].

## Uczestnicy i ich rozstawienie
W kwalifikacjach brało udział wszystkie 11 zespołów. Losowanie pierwszych dwóch rund odbyło się 18 lipca 2024 w siedzibie FIFA w Zurychu.
| Zaczynają od drugiej rundy                    | Zaczynają od drugiej rundy                                              | Zaczynają od drugiej rundy | Zaczynają od pierwszej rundy                                                   |
| Koszyk 1                                      | Koszyk 2                                                                | Koszyk 3                   | Zaczynają od pierwszej rundy                                                   |
| --------------------------------------------- | ----------------------------------------------------------------------- | -------------------------- | ------------------------------------------------------------------------------ |
| 1. Nowa Zelandia (94) 2. Wyspy Salomona (141) | 1. Fidżi (153) 2. Tahiti (158) 3. Nowa Kaledonia (160) 4. Vanuatu (162) | 1. Papua-Nowa Gwinea (168) | 1. Wyspy Cooka (186) 2. Samoa Amerykańskie (187) 3. Samoa (192) 4. Tonga (200) |

## Terminarz
| Runda          | Faza      | Termin            |
| -------------- | --------- | ----------------- |
| Pierwsza runda | Półfinały | 6–9 września 2024 |
| Pierwsza runda | Finał     | 6–9 września 2024 |

| Runda       | Nr kolejki | Termin                  |
| ----------- | ---------- | ----------------------- |
| Druga runda | 1.         | 10–12 października 2024 |
| Druga runda | 2.         | 14–18 listopada 2024    |
| Druga runda | 3.         | 14–18 listopada 2024    |

| Runda         | Faza      | Termin        |
| ------------- | --------- | ------------- |
| Trzecia runda | Półfinały | 21 marca 2025 |
| Trzecia runda | Finał     | 24 marca 2025 |

## Pierwsza runda
Mecze odbyły się we wrześniu 2024. 4 najniżej rozstawione drużyny rozegrały sobą półfinały i finał, aby wyłonić drużynę kwalifikującą się dalej. 
|  |                        |                    |           |                         |   |       |       |       |
|  | Półfinały              | Półfinały          | Półfinały |                         |   | Finał | Finał | Finał |
|  | Półfinały              | Półfinały          | Półfinały |                         |   | Finał | Finał | Finał |
|  | 7 września 2024 – Apia |                    |           |                         |   |       |       |       |
|  |                        |                    |           |                         |   |       |       |       |
|  | Wyspy Cooka            | Wyspy Cooka        | 1         |                         |   |       |       |       |
|  | Wyspy Cooka            | Wyspy Cooka        | 1         | 10 września 2024 – Apia |   |       |       |       |
|  | Tonga                  | Tonga              | 3         |                         |   |       |       |       |
|  | Tonga                  | Tonga              | 3         |                         |   | Tonga | Tonga | 1     |
|  | 7 września 2024 – Apia |                    |           |                         |   | Tonga | Tonga | 1     |
|  |                        |                    | Samoa *   | Samoa *                 | 2 |       |       |       |
|  | Samoa Amerykańskie     | Samoa Amerykańskie | Samoa *   | Samoa *                 | 2 | 0     |       |       |
|  | Samoa Amerykańskie     | Samoa Amerykańskie |           |                         |   |       |       |       |
|  | Samoa                  | Samoa              | 2         |                         |   |       |       |       |
|  | Samoa                  | Samoa              | 2         |                         |   |       |       |       |
|  |                        |                    |           |                         |   |       |       |       |

- Zwycięstwo po dogrywce.

### Półfinały
| 6 września 2024 00:00 CEST | Wyspy Cooka · Kumsuz 63' | 1:3(0:2)Raport | Tonga · 27' Tikoipau · 39' (k) Polovili · 79' Kefu | Toleafoa J.S. Blatter Complex, Apia (Samoa) Sędzia: Calvin Berg |
|                            |                          |                |                                                    |                                                                 |

| 6 września 2024 04:00 CEST | Samoa Amerykańskie | 0:2(0:0)Raport | Samoa · 59' (k) Tumua · 90+7' Vaai | Toleafoa J.S. Blatter Complex, Apia (Samoa) Sędzia: Norbert Hauata |
|                            |                    |                |                                    |                                                                    |

### Finał
| 9 września 2024 04:00 CEST | Tonga · Sonasi 45+1' | 1:2 dogr.(1:0, 1:1, 1:2)Raport | Samoa · 86' Salisbury · 105+3' Faamatau | Toleafoa J.S. Blatter Complex, Apia (Samoa) Sędzia: Médéric Lacour |
|                            |                      |                                |                                         |                                                                    |

## Druga runda
Losowanie grup drugiej rundy odbyło się 18 lipca 2024. W niej zagrało 7 najwyżej rozstawionych zespołów oraz zwycięzca poprzedniej rundy. Do kolejnej rundy awansowały pierwsze dwie drużyny z dwóch czterozespołowych grup.

### Grupa A
| Lp. | Drużyna               | M | Z | R | P | B+ | B- | +/– | Pkt | Kwalifikacja            |
| --- | --------------------- | - | - | - | - | -- | -- | --- | --- | ----------------------- |
| 1   | Nowa Kaledonia (A)    | 3 | 2 | 1 | 0 | 7  | 4  | +3  | 7   | Awans do trzeciej rundy |
| 2   | Fidżi (A)             | 3 | 1 | 2 | 0 | 5  | 4  | +1  | 5   | Awans do trzeciej rundy |
| 3   | Wyspy Salomona (E)    | 3 | 1 | 0 | 2 | 4  | 5  | −1  | 3   |                         |
| 4   | Papua-Nowa Gwinea (E) | 3 | 0 | 1 | 2 | 5  | 8  | −3  | 1   |                         |

| 10 października 2024 06:00 CEST | Nowa Kaledonia · Athale 20' (k) · Gope-Fenepej 45' · Haewegene 83' | 3:1(2:0)Raport | Papua-Nowa Gwinea · 78' Semmy | Stadion Narodowy, Suva (Fidżi) Widzów: 1 000 Sędzia: Campbell-Kirk Kawana-Waugh |
|                                 |                                                                    |                |                               |                                                                                 |

| 10 października 2024 09:00 CEST | Wyspy Salomona | 0:1(0:1)Raport | Fidżi · 13' Krishna | Stadion Narodowy, Suva (Fidżi) Widzów: 2 000 Sędzia: Norbert Hauata |
|                                 |                |                |                     |                                                                     |

| 14 listopada 2024 04:00 CET | Wyspy Salomona · Lea‘i 9' · Alick 39' | 2:3(2:1)Raport | Nowa Kaledonia · 6' (k), 59' (k) Athale · 69' Waia | National Football Stadium, Port Moresby (Papua-Nowa Gwinea) Widzów: 1 000 Sędzia: Calvin Berg |
|                             |                                       |                |                                                    |                                                                                               |

| 14 listopada 2024 07:00 CET | Papua-Nowa Gwinea · Joe 2' · Kepo 45' · Gunemba 90+4' | 3:3(2:1)Raport | Fidżi · 43' Dunn · 54' (k) Krishna · 90+5' Nand | National Football Stadium, Port Moresby Widzów: 1 428 Sędzia: Matthew Conger |
|                             |                                                       |                |                                                 |                                                                              |

| 17 listopada 2024 05:00 CET | Fidżi · Krishna 45+4' (k) | 1:1(1:0)Raport | Nowa Kaledonia · 58' Katrawa | National Football Stadium, Port Moresby (Papua-Nowa Gwinea) Widzów: 877 Sędzia: Norbert Hauata |
|                             |                           |                |                              |                                                                                                |

| 17 listopada 2024 08:00 CET | Papua-Nowa Gwinea · Semmy 90+2' | 1:2(0:1)Raport | Wyspy Salomona · 41' David · 68' Lea‘alafa | National Football Stadium, Port Moresby Widzów: 1 284 Sędzia: Campbell-Kirk Kawana-Waugh |
|                             |                                 |                |                                            |                                                                                          |

### Grupa B
| Lp. | Drużyna           | M | Z | R | P | B+ | B- | +/– | Pkt | Kwalifikacja            |
| --- | ----------------- | - | - | - | - | -- | -- | --- | --- | ----------------------- |
| 1   | Nowa Zelandia (A) | 3 | 3 | 0 | 0 | 19 | 1  | +18 | 9   | Awans do trzeciej rundy |
| 2   | Tahiti (A)        | 3 | 2 | 0 | 1 | 5  | 3  | +2  | 6   | Awans do trzeciej rundy |
| 3   | Vanuatu (E)       | 3 | 1 | 0 | 2 | 5  | 11 | −6  | 3   |                         |
| 4   | Samoa (E)         | 3 | 0 | 0 | 3 | 1  | 15 | −14 | 0   |                         |

| 11 października 2024 04:00 CEST | Nowa Zelandia · Just 2' · Wood 67' · Waine 89' | 3:0(1:0)Raport | Tahiti | Freshwater Stadium, Port Vila (Vanuatu) Widzów: 1 000 Sędzia: Médéric Lacour |
|                                 |                                                |                |        |                                                                              |

| 12 października 2024 05:00 CEST | Vanuatu · Cooper 7' · Alick 36', 57' · Kalo 90+1' | 4:1(2:0)Raport | Samoa · 55' Viliamu | Freshwater Stadium, Port Vila Widzów: 3 000 Sędzia: Ben Aukwai |
|                                 |                                                   |                |                     |                                                                |

| 15 listopada 2024 03:00 CET | Samoa | 0:3(0:0)Raport | Tahiti · 60' Kaspard · 65' Mathon · 87' Tehau | Waikato Stadium, Hamilton (Nowa Zelandia) Widzów: 638 Sędzia: Kavitesh Behari |
|                             |       |                |                                               |                                                                               |

| 15 listopada 2024 06:30 CET | Nowa Zelandia · Garbett 11' · Wood 23', 24' · Bindon 32' · Kaltack 38' (sam.) · Just 74' · Singh 82' · McCowatt 89' | 8:1(5:1)Raport | Vanuatu · 17' Tasip | Waikato Stadium, Hamilton Widzów: 10 113 Sędzia: Ben Aukwai |
|                             | |                |                     |                                                             |

| 18 listopada 2024 03:00 CET | Tahiti · Spokeyjack 8' (sam.) · Mathon 69' | 2:0(1:0)Raport | Vanuatu | Mount Smart Stadium, Auckland (Nowa Zelandia) Widzów: 395 Sędzia: Médéric Lacour |
|                             |                                            |                |         |                                                                                  |

| 18 listopada 2024 06:30 CET | Samoa | 0:8(0:3)Raport | Nowa Zelandia · 24' McCowatt · 28', 34', 60' Wood · 62' Stamenic · 75' de Vries · 87' Just · 90+2' (k.) Waine | Mount Smart Stadium, Auckland (Nowa Zelandia) Widzów: 5 237 Sędzia: Veer Sing |
|                             |       |                | |                                                                               |

## Trzecia runda
Zespoły z poprzedniej rundy rozegrały półfinały i finał. Zwycięzca kwalifikuje się na Mistrzostwa Świata 2026, a przegrany finału do baraży interkontynentalnych.
|  |                            |                |               |                          |   |                |                |       |
|  | Półfinały                  | Półfinały      | Półfinały     |                          |   | Finał          | Finał          | Finał |
|  | Półfinały                  | Półfinały      | Półfinały     |                          |   | Finał          | Finał          | Finał |
|  | 21 marca 2025 – Wellington |                |               |                          |   |                |                |       |
|  |                            |                |               |                          |   |                |                |       |
|  | Nowa Kaledonia             | Nowa Kaledonia | 3             |                          |   |                |                |       |
|  | Nowa Kaledonia             | Nowa Kaledonia | 3             | 24 marca 2025 – Auckland |   |                |                |       |
|  | Tahiti                     | Tahiti         | 0             |                          |   |                |                |       |
|  | Tahiti                     | Tahiti         | 0             |                          |   | Nowa Kaledonia | Nowa Kaledonia | 0     |
|  | 21 marca 2025 – Wellington |                |               |                          |   | Nowa Kaledonia | Nowa Kaledonia | 0     |
|  |                            |                | Nowa Zelandia | Nowa Zelandia            | 3 |                |                |       |
|  | Nowa Zelandia              | Nowa Zelandia  | Nowa Zelandia | Nowa Zelandia            | 3 | 7              |                |       |
|  | Nowa Zelandia              | Nowa Zelandia  |               |                          |   |                |                |       |
|  | Fidżi                      | Fidżi          | 0             |                          |   |                |                |       |
|  | Fidżi                      | Fidżi          | 0             |                          |   |                |                |       |
|  |                            |                |               |                          |   |                |                |       |

### Półfinały
| 21 marca 2025 03:10 CET | Nowa Kaledonia · Gope-Fenepej 51', 76' · Waya 90' | 3:0(0:0)Raport | Tahiti | Sky Stadium, Wellington (Nowa Zelandia) Widzów: 1 948 Sędzia: Campbell-Kirk Kawana-Waugh |
|                         |                                                   |                |        |                                                                                          |

| 21 marca 2025 07:10 CET | Nowa Zelandia · Wood 6', 56', 60' · Singh 17' · Wara 23' (sam.) · Payne 33' · Barbarouses 73' | 7:0(4:0)Raport | Fidżi | Sky Stadium, Wellington Widzów: 20 947 Sędzia: Norbert Hauata |
|                         |                                                                                               |                |       |                                                               |

### Finał
| 24 marca 2025 07:10 CET | Nowa Kaledonia | 0:3(0:0)Raport | Nowa Zelandia · 62' Boxall · 66' Barbarouses · 80' Just | Eden Park, Auckland (Nowa Zelandia) Widzów: 25 132 Sędzia: Ben Aukwai |
|                         |                |                |                                                         |                                                                       |

## Strzelcy

### 9 goli
- Chris Wood

### 4 gole
- Elijah Just

### 3 gole
- Roy Krishna
- Joseph Athale
- Georges Gope-Fenepej

### 2 gole
- John Alick
- Tommy Semmy
- Kosta Barbarouses
- Callum McCowatt
- Sarpreet Singh
- Ben Waine
- Benoît Mathon

### 1 gol
- Thomas Dunn
- Merrill Nand
- Germain Haewegene
- Jean-Jacques Katrawa
- Gérard Waia
- Lues Waya
- Tyler Bindon
- Michael Boxall
- Francis de Vries
- Matthew Garbett
- Tim Payne
- Marko Stamenic
- Raymond Gunemba
- Joseph Joe
- Ati Kepo
- Jefferson Faamatau
- Luke Salisbury
- Dilo Tumua
- Jarvis Vaai
- Nathan Viliamu
- Eddy Kaspard
- Teaonui Tehau
- Christopher Kefu
- Hemaloto Polovili
- Ulafala Sonasi
- Viliami Tikoipau
- Mitch Cooper
- Bong Kalo
- Jordy Tasip
- Taci Kumsuz
- Javin Alick
- Junior David
- Micah Lea‘alafa
- Raphael Lea‘i

### Gole samobójcze
- Scott Wara (dla Nowej Zelandii)
- Brian Kaltack (dla Nowej Zelandii)
- Jonathan Spokeyjack (dla Tahiti)